# LP 991-84
LP 991-84是一顆位於鳳凰座附近的紅矮星，距離地球約28.4光年。